# Chris Brochu

Filme Lemonade Mouth no qual Chris Brochu interpretou Ray Beech em 2011

Chris Brochu é um ator, cantor e compositor norte-americano. Ganhou destaque ao interpretar o personagem Ray Beech no filme Lemonade Mouth. Também é conhecido pelo papel do bruxo Luke Parker, do clã "Coven Gemini", na série de televisão The Vampire Diaries, exibida pelo canal americano The CW. Chris é irmão mais velho do ator Doug Brochu.

## Carreira de ator
Em 2014, Chris Brochu ganhou reconhecimento internacional ao interpretar o bruxo Luke Parker, membro do clã Coven Gemini do Oregon, durante a 5ª e 6ª temporadas da famosa série de televisão The Vampire Diaries, exibida pelo canal americano The CW. Na trama, sua irmã gêmea é vivida pela atriz australiana Penelope Mitchell.

## Filmografia

### Séries
| Ano       | Série                       | Personagem                  |
| --------- | --------------------------- | --------------------------- |
| 2007      | Unfabulous                  |                             |
| 2007      | Zoey 101                    |                             |
| 2007      | Hannah Montana              | Dex                         |
| 2009      | The Mentalist               | Jane (jovem)                |
| 2011      | Melissa & Joey              | Roman Maizes                |
| 2011      | So Random!                  | "ele mesmo"                 |
| 2012      | Awake                       | Chris Chapman               |
| 2012      | NCIS:LA                     | Navy Petty Officer S. Allen |
| 2013-2015 | The Vampire Diaries (série) | Lucas "Luke" Parker         |

### Filmes
| Ano          | Filme                        | Personagem     |
| ------------ | ---------------------------- | -------------- |
| 2008         | Pose Down                    | Brian          |
| 2008         | Solar Flare                  | Riley Smither  |
| 2011         | Soul Surfer                  | Timmy Hamilton |
| 2011         | Lemonade Mouth               | Ray Beech      |
| 2011         | Truth Be Told                | Kenny Crane    |
| por anunciar | Lemonade Mouth 2: Puckers Up | Ray Beech      |

## Discografia
- 2011 - Lemonade Mouth

## Canções
| Ano  | Título                                                     | Álbum                      |
| ---- | ---------------------------------------------------------- | -------------------------- |
| 2011 | And the Crowd Goes (backing vocals por Nick Roux)          | Lemonade Mouth             |
| 2011 | Don't You Wish You Were Us? (backing vocals por Nick Roux) | Lemonade Mouth             |
| 2011 | We Burnin' Up (feat. Adam Hicks)                           |                            |
| 2012 | Don't Stop The Revolution                                  | Lemonade Mouth: Puckers Up |